# Shams Gaz
Shams Gaz (persiska: شمس گز) är en ort i Iran.   Den ligger i provinsen Kerman, i den sydöstra delen av landet, 1 100 km sydost om huvudstaden Teheran. Shams Gaz ligger 432 meter över havet och antalet invånare är 278.
Terrängen runt Shams Gaz är platt.Runt Shams Gaz är det glesbefolkat, med 8 invånare per kvadratkilometer. Närmaste större samhälle är Govūjak Chehel Manī, 5,8 km söder om Shams Gaz. Trakten runt Shams Gaz är ofruktbar med lite eller ingen växtlighet.